# Julija Krsteva
Julija Krsteva (bolgarsko Юлия Кръстева, francosko Julia Kristeva), bolgarsko-francoska filozofinja, jezikoslovka, psihoanalitičarka feministka, pisateljica, * 24. junij 1941, Sliven, Bolgarija.
Od 60. let dvajsetega stoletja živi v Franciji v Parizu. Zdaj je profesorica na Univerzi Paris Diderot. Strokovni preboj je dosegla z lingvističnim delom Semeiotikè leta 1969. Poleg lingvistike se je uveljavila še v literarni teoriji, v teoriji spolov in kot pisateljica.

## Življenje
Krsteva je bila rojena krščanskim staršem 24. junija 1941 v Slivenu (Bolgarija). S sestro sta bili vpisani na frankofonsko šolo, ki so jo vodile dominikanske nune. V tem času se je seznanila z delom Mihaila Bahtina. Na študij je odšla na Univerzo v Sv. Klimenta Ohridskega Sofiji, kjer je leta 1966 promovirala. Med podiplomskem študijem je pridobila raziskovalno štipendijo, ki ji je omogočila selitev v Francijo, decembra 1965, ko je bila stara 24 let. Izobraževanje je nadaljevala na različnih francoskih univerzah, med drugimi učenjaki je študirala tudi pri  Lucienu Goldmannu in Rolandu Barthesu. Spoznala je vodilne francoske intelektualce, kot so: Roland Barthes, Hélène Cixous, Michel Foucault in Jacques Derrida. Krsteva je razen v lingvistiki delovala tudi v literarni teoriji in teoriji spolov. Na njeno ustvarjalno delo so vplivali: Jacques Lacan, Ferdinand de Saussure, John Searle in Sigmud Freud. Z idejami strukturalizma, semiotike in feminizma se je ukvarjala tudi sama. 2. avgusta 1967 se je Krsteva poročila s pisateljem Philippom Sollersom (rojen Philippe Joyaux). Svoja literarna dela objavlja tudi pod imenom Julija Joyaux.
Učila je na Univerzi Columbija v zgodnjih 70.ih letih dvajsetega stoletja, še vedno pa je gostujoča profesorica.

## Delo
Po vstopu v 'Tel Quel group', ki jo je ustanovil Sollers, se je Krsteva osredotočila na politiko jezika in postala aktivna članica skupine. Usposabljala se je v psihoanalizi in leta 1979 iz nje diplomirala. V nekaterih pogledih lahko njeno delo obravnavamo kot poskuse prilagoditve pristopa psihoanalize k poststrukturalni kritiki. Na primer njen pogled na to področje in njegovo zgradbo si deli podobnosti s Sigmundom Freudom in Lacanom. Vendar Krsteva zavrača vsako statično razumevanje subjekta v strukturalističnem smislu in subjekt postavlja v sfero procesnega. Na ta način prispeva k poststrukturalni kritiki bistva struktur, hkrati pa ohranja nauke psihoanalize.

### Semiotika
Eden najpomembnejših prispevkov Krsteve je, da je znak, signifikator sestavljen iz dveh delov, simboličnega in semiotičnega. Kot je pojasnjeno v delu The History of Women in Philosophy avtorice Augustine Perumalil, je semiotika Krsteve tesno povezana z Freudovim Ojdipovim kompleksom in Lacanovo zrcalno fazo. Gre za čustveno področje, povezano z instinkti, ki prebiva v izgovorjavi jezika namesto v denotativnem pomenu besed. V knjigi Julia Kristeva and Feminist Thought avtorica Birgit Schipper govori o semiotiki kot o področju, ki je povezano z glasbo, pesništvom, ritmom in tistim, čemur primanjkuje strukture in pomena. Tesno je povezano z ženskim in predstavlja nerazlikovano stanje v zrcalni fazi.
Ko otrok vstopi v zrcalno fazo, se nauči razlikovanja med sabo in drugimi ter vstopi na področje simbolnega. Krsteva področje simboličnega opiše kot prostor, v katerem razvoj jezika omogoči otroku, da postane govoreča oseba in razvije občutek za identiteto, ločeno od matere. Pri tem procesu ločitve se mora otrok oddaljiti od svoje matere, da lahko vstopi v svet jezika, kulture, pomena in socializacije. To področje jezika imenujemo simbolni jezik, ki je, v nasprotju semiotičnim, povezan z možatostjo, zakonom in strukturo. Krsteva se od Lacana razlikuje po ideji, da tudi po vstopu v simbolično še vedno nihamo med simboličnim in semiotičnim. Torej, namesto da oblikujemo fiksno identiteto, smo vedno v procesu oblikovanja identitete. Ker se deklice do neke mere poistovetijo z materjo, je velika možnost, da ohranijo tesno povezanost s semiotičnim.
Krsteva je tudi prilagodila Platonov sicer precej obroben koncept hôra (starogrško χώρα), ki se pojavi v Timaju 48e4 kot tretji rod med bivajočim, večnim na eni strani in postajajočim, posnetim na drugi strani. Njena ideja je bila interpretira na kot: omemba maternice, metafora za zvezo med materjo in otrokom in kot začasno predhodno obdobje zrcalne faze.

### Feminizem
Julija Krsteva je igrala pomembno vlogo pri oblikovanju feminističnih teorij. Feminizem razdeli na tri vrste, pri čemer zavrača Simone de Beauvoir. Njeno mnenje o feminizmu je včasih interpretirano kot zavračanje feminizma nasploh, saj naj bi ideja o nespolni oz. več spolni identiteti izključevala obstoj tistega, kar je subjektom posameznega spola skupno in je zato del njihove identifikacije.

### Pisateljevanje
Krsteva je avtorica številnih romanov in novel, ki se približajo detektivskim zgodbam. Kljub detektivskim zapletom oz. kriminalističnim fabulam, pa se bralci seznanijo z njenimi filozofskimi koncepti. Književne osebe se razvijajo in kažejo svojo notranjost predvsem preko psiholoških dejavnikov, zato se njena dela približajo pozni dobi ustvarjanja Dostojevskega. V nekaterih delih lahko zaznamo tudi pristop avtobiografije.

## Nagrade
Leta 2004 je za inovativno raziskavo vprašanj na stičišču jezika, kulture in literature prejela Holbergovo mednarodno nagrado (Holberg International Memorial Prize). Prejela pa je tudi nagrado Hannah Arendt in nagrado VIZE 97.

## Izbrana dela
- About Chinese Women (1977)
- Séméiôtiké: recherches pour une sémanalyse (1980)
- Powers of Horror: An Essay on Abjection (1982)
- La Révolution Du Langage Poétique: L'avant-Garde À La Fin Du Xixe Siècle, Lautréamont Et Mallarmé (1984)
- In the Beginning Was Love: Psychoanalysis and Faith (1987)
- Black Sun: Depression and Melancholia (1989)
- The Samurai: A Novel (roman, 1992)
- Nations without Nationalism (1993)
- The Old Man and the Wolves (roman, 1994)
- New Maladies of the Soul (1995)
- Possessions: A Novel (roman, 1998)
- Crisis of the European Subject (2000)
- Female Genius: Life, Madness, Words: Hannah Arendt, Melanie Klein, Colette: A Trilogy (2001)
- Etrangers à nous-même (Strangers to Ourselves) (1988)
- Hannah Arendt: Life is a Narrative (2001)
- Murder in Byzantium (roman, 2006)
- Hatred and Forgiveness (2010)
- The Severed Head: Capital Visions (2011)
- Teresa, My Love: An Imagined Life of the Saint of Avila (roman, 2015)